# 庫頁島戰役 (1945年)
庫頁島戰役是發生在第二次世界大戰後期，1945年8月11日蘇聯紅軍入侵日本所属的樺太廳（在今庫頁島南部）。即使8月15日日本接受波茨坦宣言後戰鬥仍然繼續，日屬樺太在8月25日被蘇聯軍隊佔領，大批日本船隻沉沒、許多平民在疏散時傷亡。

## 概要
1945年8月9日苏联發動八月風暴行動，正式对日本宣戰，8月11日佔領南庫頁島的行動展開。在陸上由1個步兵師、1個步兵旅及1個坦克旅在中路進攻並由北太平洋艦隊運送1個歩兵旅實施兩棲登陸以進行支援。佔領南庫頁島的目的是作為預定進攻北海道行動的基地，日軍在島上的兵力為1個步兵師團。
8月15日日本宣布接受了波茨坦宣言，第二次世界大戰正式結束，但蘇聯入侵南庫頁島及日軍奉命自衛作戰的戰鬥仍在繼續。在庫頁島的戰事從8月19日起蘇軍實施兩棲登陸時開始有利於蘇軍。日軍在8月23日起開始停止戰鬥，8月25日大泊被蘇軍佔領及在庫頁島的戰事結束。
當時庫頁島內陸和南部共有超過400,000名平民，蘇聯入侵後他們緊急向北海道撤退。成功疏散到島外共100,000人，包括難民。蘇軍曾襲擊撤離的船隻，3艘貨船上共有1,700人死亡（三船殉難事件），蘇軍在島上亦經常肆意攻擊，約2,000名平民被打死。

## 背景

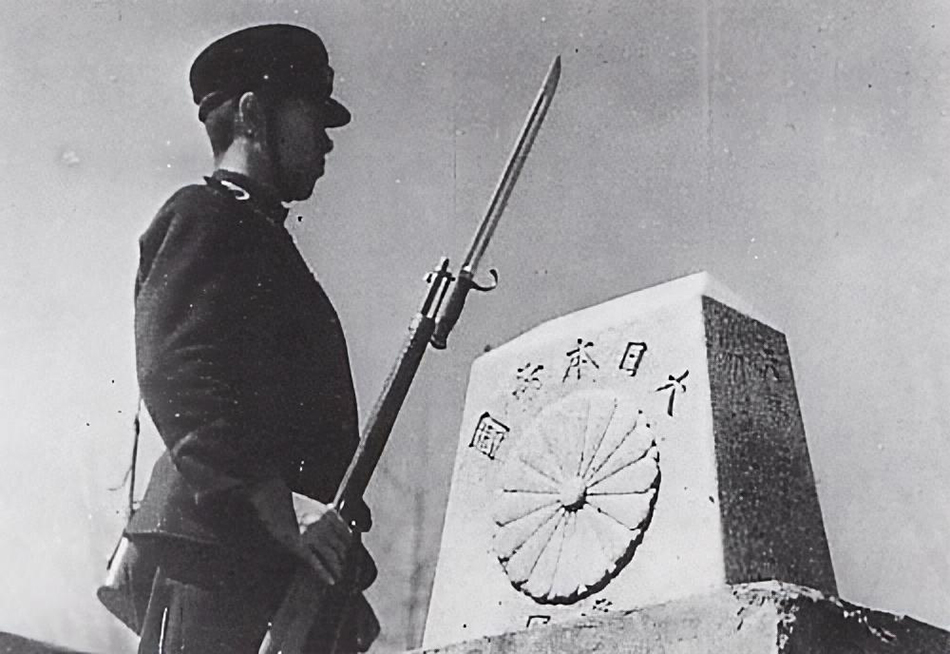
在北緯50度線之國境標柱站崗的日本國境警察隊員。

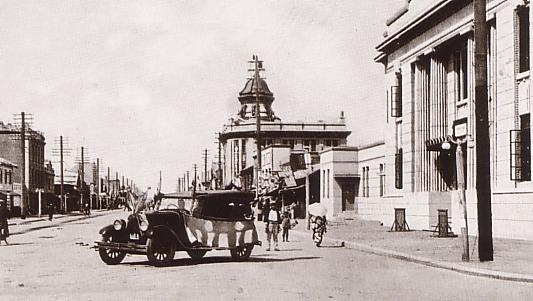
豐原市的大道景觀。

朴茨茅斯條約的簽訂令庫頁島南部成為日本的領土。從1913年取消庫頁島駐軍以來，日本軍方沒有在該地駐兵。攜帶輕型武器的國境警察部隊負責邊境警衛。然而1939年5月為防禦蘇聯的樺太混成旅團被編成，然後第7師團（駐紮在北海道）為關東軍特別大演習而改編增強。
在太平洋戰爭期間由於已由防止蘇聯進攻庫頁島南部，轉而為對抗美國之戰爭政策的重點。入侵庫頁島北部之計劃被放棄，轉而為專注於防禦的政策。 北方軍司令員樋口季一郎中將，不是強化邊境地區的防禦，而是建立1條強大的海岸防線以應付美軍可能之登陸。1945年2月本土決戰開始時大部分駐紮的部隊被重組為第88師團及主要被部署在南部地區。
後備軍人也持續發展為主要後備力量，1944年8月3日建立特設警備大隊3支、特設警備中隊8支及特設警備工兵隊3個。1945年3月該地區建立特設警備隊9支。此外國民義勇戰鬥隊組織也已做好作戰準備，地區特設警備隊和國民義勇戰鬥隊在中日戰爭從中國軍隊學習到遊擊戰戰術並預計使用，在3月下旬7,700人被召集接受為期兩天的訓練，並自7月起中野學校對接受過教育的人進行了一些訓練。

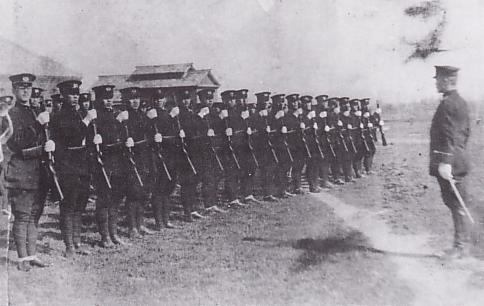
駐守樺太的日本國境警察

約400,000名一般居民被緊急撤往北海道。樺太廳長官大津敏男、第88師團參謀長鈴木康生大佐及駐豊原的海軍武官黒木剛一少將共同制定了作戰計劃。樺太廳長官對陸軍和海軍首席部長說，補給船隻對薩哈林的支援，沒有在任何領域得到實現，除了他們3人外，沒有人預先知道會議的內容。
與此同時蘇聯領導人約瑟夫·史達林正准备重新奪回南庫頁島。1945年2月在雅爾塔會議上，蘇聯訂定了對日本開戰的秘密條約，以佔領南庫頁島為第一優先，雅爾塔協議實際上是“對蘇聯奪回南庫頁島南的肯定”。當時蘇聯對北海道北部（留萌、釧路北）的軍事佔領計劃進行準備，並以庫頁島南部作為立即入侵北海道的基地。入侵南庫頁島的為駐守在北庫頁島的遠東第2方面軍第16集团军（指揮官：L·Ğ·切列米索夫（Л. Г. Черемисов）少將）。然而實際實施的計劃是在7月28日通報，對庫頁島和千島群島的行動是緊跟隨滿洲方向的行動，行動取決於戰鬥形勢而作出調整。有關當地日本駐軍的情報資料不多，沒有人想到日本把坦克佈處在南庫頁島一帶。
蘇聯與日本間的蘇日中立條約仍然有效，1945年8月蘇聯對日戰爭開始時是仍然有效的。同年5月左右日本一直尋求通過蘇聯的調停質與盟國進行談判停戰，其中南庫頁島是被作為給蘇聯的報酬。
（“有關日本和蘇聯的中立條約之間的關係請參見蘇日中立條約和蘇聯對日宣戰）
蘇聯入侵前庫頁島一帶有美國潛艇進行活動，商船受到攻擊、或海豹島受到炮轟。 7月17日少數美國士兵秘密進行空降對樺太東線沿線進行爆破。

## 参加兵力

### 日軍
- 陸軍
  - 第88師團（峰木十一郎中将） - 兵力20,388人
    - 配屬部隊：第351～第353特設警備大隊、第301～第306・第308特設警備中隊、第301～第303特設警備工兵隊

  - 宗谷要塞重砲兵連隊第2中隊 - 西能登呂。15厘米加農炮4門。
    - 配屬部隊：第307特設警備中隊

  - 豐原地區連隊區司令部（柳勇少将） - 戰爭開始後配屬在第88師團建制之下。
    - 豐原地區第1～第9特設警備隊 - 計3,628人。
- 海軍
  - 北東航空隊樺太地區隊（久堀通義大尉） - 敷香基地、大泊基地。只有地面人員。
  - 大湊防備隊之一部 - 主要基地防衛部隊。12.7厘米連装高角砲3門、20毫米連装機關炮5門。[6]
  - 宗谷防備隊之一部 - 破冰船「大泊」「千歲丸」、宗谷防備衛所、西能登呂防備衛所。
  - 豐原海軍武官府 - 武官：黒木剛一少将[7]。
- 国境警察隊 - 重機槍8枝、輕機槍10枝、步槍141枝。
- 航空部隊
  - 陸軍第1飛行師團 - 在北海道。航空機44架。
- 民兵・自警組織
  - 國民義勇戰鬥隊 - 庫頁島鐵路聯合義勇戰鬥隊。
  - 其他 - 樺太廳管轄之防空監視隊（20歳左右之女性為主力）、舊制中學學生與其他學生團隊。

### 蘇軍
- 第16集团军（L·G·切列米索夫少將）
  - 第56步兵軍 - 從庫頁島北部進攻。
    - 第79步兵師
    - 第2步兵旅
    - 第5步兵旅 - 奧哈方面的守備部隊。
    - 薩哈林獨立機槍團、第82独立機關槍步兵連
    - 第214坦克旅
    - 第178・第678獨立坦克營
    - 第433砲兵連、第487榴彈炮連

  - 第113步兵旅 - 從蘇維埃港出撃。
- 海軍
  - 北太平洋艦隊（V·A·安德烈耶夫（В. А. Андреев）中將）
    - 警備艦「烏拉加恩號」、機雷敷設艦「奧基尼號」、潜水艦「L-12」「L-19」、掃雷艦12艘、巡邏艇8艘、魚雷艇多艘、輸送船3隻以上
    - 海軍步兵 - 第365獨立海軍步兵營和3個營以上、艦隊空降部隊
- 航空部隊
  - 第255混成飛行師 - 106架飛機
  - 海軍航空隊 - 80架飛機

## 戰鬥經過

### 全盤狀況

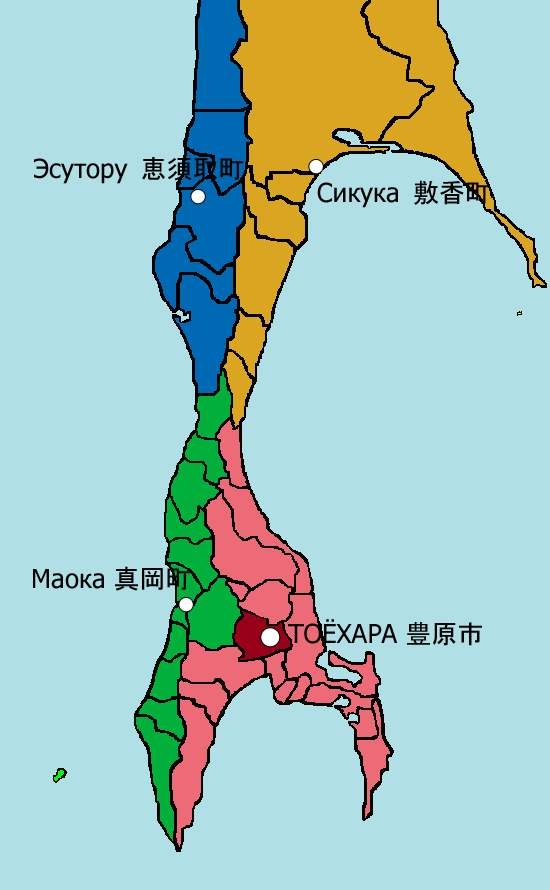
樺太廳分區之地圖。

日蘇開戰前當地之日軍分別部署在北部地區（敷香支廳、惠須取支廳）與南部地區（豐原支廳、真岡支廳）。北部地區為日軍第125步兵連隊，南部地區是第88師團之主力，分擔對蘇軍和美軍的進攻進行長期抵抗之任務。另一方面北部之凍土層地區的交通網路並不發達，邊境從上敷香車站到附近的道路，實際上是1條真正的軍事道路和鐵路、敵人之進攻路線是很容易預測。當地之第88師團被重新重點部署，而第5方面軍在1945年6月底繼續增強力量，最後在同年8月3日獲得了批准，如果蘇軍入侵時可以進行迎擊。

### 樺太戰線
8月11日，苏联第16集团军从库页岛北部开始地面入侵。苏联的进攻因日本的樺太堡垒防线而中止。苏联第16集团军由大约2万人组成，有100辆坦克支援，人数是日本守军的3倍。然而，苏军的进展微乎其微，在樺太一线拖延了四天。
8月15日，日本帝国司令部发布命令，停止一切进攻作战行动，并进行停火对话；然而，第5地区军向第88师团下达了相反的命令，要求保卫库页岛到最后一人。同一天，樺太防线3000名日军投降了。日军伤亡568人。

## 結果
1945年8月25日，苏联军队只用了半个月的时间就占领了库页岛全境，结束了日本对南库页岛四十年的统治。

## 脚注
1. ↑  示村、227-228頁。
2. 1 2  防衛研修所 『北東方面陸軍作戦（2）』、420-422頁。
3. ↑  中山、25-26頁。
4. ↑  中山、84-87頁。
5. ↑  中山、30頁。
6. ↑  久堀、44頁。
7. ↑  在庫頁島排名最高的海軍軍官。
8. ↑  中山、63頁。